# La visión de Ezequiel
La visión de Ezequiel es una pintura religiosa de pequeñas dimensiones del pintor y arquitecto italiano Rafael Sanzio, que representa una visión del profeta homónimo del Antiguo Testamento.
En 1589, formaba parte de la colección de la Galería de los Uffizi, pero entre 1799 y 1816 fue llevada a París. Tras el regreso de las colecciones de pintura florentina, fue asignado a la Galería Palatina del Palacio Pitti.

## El tema

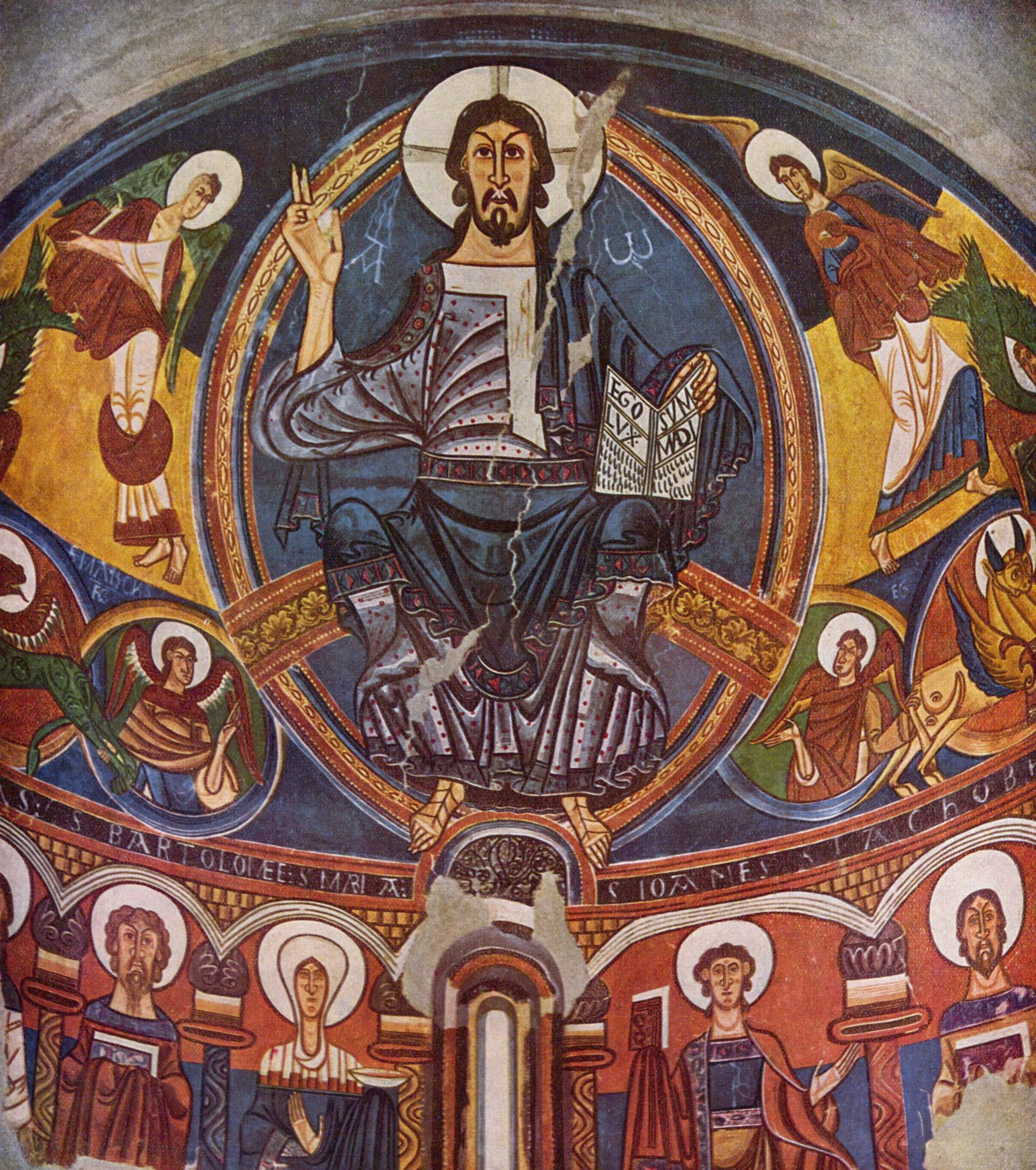
Pantocrátor de San Clemente de Tahull, obra cumbre del románico catalán en el ábside de la iglesia, actualmente en el Museo Nacional de Arte de Cataluña.

El cuadro representa a Dios rodeado por dos ángeles y por los cuatro animales simbólicos de los Evangelistas o tetramorfos. Rafael representa a las cuatro formas o criaturas de las que habla el libro bíblico de Ezequiel y el de Revelación.
El tema es desarrollado desde el arte paleocristiano, especialmente en el románico y en la iluminación de manuscritos.

## Descripción de la obra
Dios es llevado sobre dos angelitos y a su alrededor, una criatura con cara de hombre (generalmente identificado con el evangelista Mateo), un león alado (Marcos), un buey alado (Lucas) y un águila (Juan) sirven de trono al Creador. Todo el cuadro descansa sobre un mar de nubes y al fondo, el resplandor divino.
Ezequiel coloca las criaturas en una ordenación espacial concreta, el hombre y el águila en la parte superior y el león y el buey en la inferior.
El pintor Francisco Collantes tiene una obra homónima pero de temática diferente, pues se representa una visión de Ezequiel distinta, la de la resurrección de los huesos.